# Государственный кадастр гражданского и служебного оружия и патронов к нему
Государственный кадастр гражданского и служебного оружия — упорядоченный реестр гражданского и служебного оружия, официально составляемый государством на основании данных наблюдений. 

## В Российской Федерации
Государственный кадастр гражданского и служебного оружия и патронов к нему ведётся о производимом в стране оружии, о моделях иностранного производства, ввозимых в Российскую Федерацию ведётся Федеральным агентством по техническому регулированию (Росстандартом).
Кадастр ведётся  в соответствии с Положением о ведении и издании Государственного Кадастра гражданского и служебного оружия и патронов к нему, утверждённым постановлением Правительства Российской Федерации от 21 июля 1998 г. N 814 (Положение). Пунктом 12 Положения предусмотрено ведение Кадастра на бумажных и магнитных носителях. В настоящее время доступ пользователей к электронной версии Кадастра организован через сайт Росстандарта. Информация хранится без ограничения срока.
Пользователями Кадастра являются граждане, производители и продавцы оружия, органы по сертификации, испытательные лаборатории, а также федеральные органы исполнительной власти (Следственный комитет России, Федеральная таможенная служба и другие), судьи и адвокаты. Существует возможность предоставления заинтересованным лицам информации из Кадастра в электронном виде с использованием цифровых технологий, что позитивно сказывается на обеспечении доступности данных Кадастра для пользователей.
Согласно Положению Кадастр ведётся на основании сведений о сертифицированных моделях гражданского и служебного оружия и патронов, которые поступают в Росстандарт от органов по сертификации гражданского и служебного оружия.
В настоящее время на основании решений, принятых по результатам совещания в аппарате Совета Безопасности Российской Федерации от 18 января 2017 г., Росгвардией совместно с заинтересованными федеральными органами исполнительной власти проводятся мероприятия, направленные на создание единого информационного пространства в сфере оборота оружия. Согласно протоколу заседания Координационного совета по вопросам совершенствования механизма учёта оружия и контроля за его оборотом на территории Российской Федерации при Федеральной службе войск национальной гвардии Российской Федерации от 13 октября 2017 г. № 1ксо Кадастр рассматривается как составная часть данного информационного пространства.

## В Белоруссии
В Белоруссии 13 февраля 2003 года указом Президента № 71 было утверждено Положение о порядке ведения и издания Государственного кадастра служебного и гражданского оружия и боеприпасов — сборника, который содержал систематизированные сведения о служебном и гражданском оружии и боеприпасах, разрешённых к обороту на территории Республики Беларусь. В Кадастре приводилась информация о служебном оружии, гражданском оружии и боеприпасах для них (произведённых как в Республике Беларусь, так и за её пределами); оружия и боеприпасов, предназначенных для экспорта; и боеприпасов, используемых в технологических целях. Включение сведений об оружии и боеприпасах осуществлялось на основании сертификации и соответствующих документов. Изменения вносились два раза в год Госстандартом (в феврале и июле).
Ведение кадастра было отменено 30 сентября 2020 года после подписания указа Президента №355 о приведении нормативных актов в соответствие с законами «Об оценке соответствия техническим требованиям и аккредитации органов по оценке соответствия», «О нормативных правовых актах» и «О техническом нормировании и стандартизации». Все данные об оружии и боеприпасах, которые вносят в сертификаты соответствия, отныне включались в реестр Национальной системы подтверждения соответствия, что позволяло использовать их заинтересованным органом.